# Oskowo
Oskowo (kaschubisch Òskòwò; deutsch Wutzkow) ist ein Dorf im Nordwesten der polnischen Woiwodschaft Pommern und gehört zur Landgemeinde Cewice (Zewitz) im Powiat Lęborski (Lauenburg (Pommern)).

## Geographische Lage
Oskowo liegt in Hinterpommern, im Tal der Bukowina (Buckowin) in einer von Feld und Wald wechselnden Landschaft. Der Jezioro Oskowo (Wutzkower See) ist vom Wald eingeschlossen.

## Ortsname
Im Jahre 1310 wird der Ort in den Grenzverschreibungen des Deutschen Ritterordens Ozkowe genannt, 1313 als Wozkowe und 1379 als Wozkow. 1717 erscheint die Bezeichnung Wutzkow.

## Geschichte
Der historischen Dorfform nach ist Wutzkow ein kleines Gassendorf. Ein Grenzbrief aus dem Jahre 1313 zog die Grenze zum Ordensstaat zwischen Wutzkow und Schimmerwitz (heute polnisch Siemirowice), wobei Wutzkow auf brandenburgischer, später pommerscher Seite blieb.
Wutzkow lag von jeher an einer wichtigen Verkehrsader, so dass von Südosten her Handelsleute hierher kamen, die an der Ostsee kostbaren Bernstein oder Felle gegen Waffen, Schmuck und Münzen eintauschten. Später lag der Ort an der großen Heer- und Poststraße zwischen den hanseatischen Handelsplätzen der Nord- und Ostsee.
Im Jahre 1621 war Wutzkow ein Lietzensches Lehen. 1710 ging es an die Münchows und 1766 an die Somnitz.
Unter dem Großen Kurfürsten wurde der Postkurs neu organisiert und in Wutzkow ein Postgrenzamt auf dem Wege nach Westpreußen errichtet. Auch hat König Friedrich Wilhelm für den eigenen Gebrauch bei seinen Reisen nach Ostpreußen ein „königliches Haus“ errichten lassen. Oft konnte ihn die Bevölkerung auf seinen Reisen hier sehen. Das „königliche Haus“ wurde 1780 an den örtlichen Posthalter verkauft.
Im Dorfkrug kehrte am 9. Juni 1773 der Berliner Künstler Daniel Chodowiecki ein, wo er einen Metzgergesellen traf, der auf dem Weg nach St. Petersburg war. Auf dem Bild „Der Abend in Wutzkow“ ist diese Begegnung in Gesellschaft eines Bauern und des Wirtes festgehalten.
Im Jahre 1784 werden für Wutzkow genannt: 1 Vorwerk, 1 Wassermühle, 3 Bauern, 3 Kossäten, 1 Krug, 1 Schmiede und 1 Schulmeister bei insgesamt 22 Feuerstellen (Haushalten). Nach wechselnden Besitzern kam das Dorf 1906 in preußische Hand. 1938 war die Domäne 480 Hektar groß. 1939 wohnten in Wutzkow 278 Einwohner in 59 Haushaltungen.
Bis 1945 gehörte Wutzkow zum Landkreis Stolp, in dessen äußerster Südostecke es lag. Damit war es dem Regierungsbezirk Köslin der preußischen Provinz Pommern zugeordnet. Gleichzeitig war der Ort in den Amts- und Standesamtsbezirk Bochowke (1938–1945 Hohenlinde, heute polnisch: Bochówko) eingegliedert. In Wutzkow gab es eine Gendarmeriestation, das Amtsgericht stand in Lauenburg (Pommern).
Am 8. März 1945 traten die Bewohner von Wutzkow die Flucht vor der herannahenden Roten Armee an. Einige gelangten bis nach Gdingen (damals Gotenhafen genannt, heute polnisch: Gdynia), andere fanden den Tod. Der Großteil wurde von den Russen in Linde im Kreis Lauenburg eingeholt. Am 9. März wurde der Ort besetzt (nur eine ostpreußische Familie war dort geblieben). Später wurde die deutsche Bevölkerung zwischen November 1946 und Oktober 1947 vertrieben. Aus Wutzkow wurde Oskowo, das heute ein Ortsteil der Gmina Cewice im Powiat Lęborski in der Woiwodschaft Pommern ist.

### Ortsgliederung bis 1945
Vor 1945 gehörten zur Gemeinde Wutzkow die Ortschaften: Alt Friedrichswalde, Neu Friedrichswalde, Wutzkow-Bahnhof, Wutzkow-Forsthaus und Wutzkow-Waldarbeitergehöft.

## Kirche

### Evangelische Kirche
Vor 1945 war die Bevölkerung überwiegend evangelisch. Wutzkow war mit insgesamt 12 Nachbarorten in das Kirchspiel Mickrow (heute polnisch: Mikorowo) eingepfarrt, das seit 1871 zum Kirchenkreis Stolp-Altstadt, vorher zum Kirchenkreis Alt Kolziglow, der Kirchenprovinz Pommern der Kirche der Altpreußischen Union (Sitz in Stettin) gehörte. 1940 zählte das Kirchspiel 2499 Gemeindeglieder. Letzter deutscher Geistlicher vor 1945 war Pfarrer Gustav Oehrn.
Evangelische Gemeindeglieder gehören heute zum Kirchspiel Stolp der Evangelisch-Augsburgischen Kirche in Polen, das im nähergelegenen Lębork (Lauenburg (Pommern)) eine Gottesdienststätte hat.

### Römisch-katholische Kirche
Die römisch-katholischen Einwohner gehörten bis 1945 zu der Pfarrei Stolp.
Heute ist die Einwohnerschaft fast ausnahmslos katholisch und gehört zur – nun katholischen – Pfarrei Mikorowo (Mickrow), die dem Dekanat Łupawa (Lupow) im Bistum Pelplin der Katholischen Kirche in Polen zugehört.

## Schule
In der im Jahre 1932 einklassigen Volksschule unterrichtete 1 Lehrer 67 Kinder. Auch die Kinder aus Bochowke (1938–1945 Hohenlinde, polnisch: Bochówko) und Lessaken (Lesiaki) gingen in Wutzkow zur Schule. Letzter deutscher Lehrer war Paul Voelkner.

## Verkehr
Durch das Dorf führt die Woiwodschaftsstraße 212 von Kamionka (Steinberg) über Bytów (Bütow) nach Osowo Lęborskie (Wussow), 7 Kilometer südlich von Lębork (Lauenburg (Pommern)), die im Abschnitt durch Oskowo auf der Trasse der ehemaligen deutschen Reichsstraße 158 (Berlin–Lauenburg (Pommern)) verläuft.
Eine Bahnanbindung gab es ab 1902, besteht aber seit 1945 nicht mehr, nachdem die frühere Bahnstrecke Lauenburg–Bütow stillgelegt und größtenteils demontiert worden ist.